# Virgichneumon distincticornis
Virgichneumon distincticornis är en stekelart som först beskrevs av Otto Schmiedeknecht 1928.  Virgichneumon distincticornis ingår i släktet Virgichneumon och familjen brokparasitsteklar. Inga underarter finns listade i Catalogue of Life.